# 1183 Jutta
1183 Jutta је астероид главног астероидног појаса. Приближан пречник астероида је 17,90 ,
а средња удаљеност астероида од Сунца износи 2,382 астрономских јединица (АЈ).
Инклинација (нагиб) орбите у односу на раван еклиптике је 2,803 степени, а орбитални период износи 1343,100 дана (3,677 године). Ексцентрицитет орбите астероида износи 0,131.
Апсолутна магнитуда астероида износи 12,10 а геометријски албедо 0,079.
Астероид је откривен 22. фебруара 1930. године.